# 大ノ里萬助
大ノ里 萬助（おおのさと まんすけ、1892年4月1日 - 1938年1月22日）は、青森県南津軽郡藤崎町出身で出羽海部屋（入門時は若松部屋）に所属した大相撲力士。本名は天内 萬助（あまない まんすけ）。最高位は東大関。

## 来歴
1892年4月1日に青森県で生まれる。身体は小さいが無類の相撲好きで、1910年の夏に巡業が弘前へ来た際に土俵上にいた綾川五郎次の颯爽たる姿に憧れ、角界入りを決意した。そして1911年に周囲の忠告・制止を振り切って上京し若松部屋で入門を志願したが、あまりの小さい身体に一度は唖然とされるも、熱心さに根負けした若松が「暫くは置いておこう」と入門を許可、1912年1月場所で初土俵を踏んだ。
小兵ながら腕力と足腰が強く、筈押しを始めとする独特の技を仕掛けて相手を倒す取り口で出世し、1918年5月場所で新入幕を果たす。この場所は4勝5敗1分と負け越したにもかかわらず番付が上がり、1919年1月場所では8勝1敗1分、1920年1月場所では鳳谷五郎から金星を獲得した。その後は小結（1922年1月場所）、関脇（同年5月場所）昇進を果たし、一度平幕に陥落するもすぐ関脇に返り咲き、1924年5月場所では9勝2敗の好成績を残した。1月場所と合わせて2場所連続優勝旗手で大関に昇進した。この間に兄弟子・八甲山純司と共に若松部屋から離脱、八甲山は独立して高島部屋を創立させたが、大ノ里は湊川部屋へ移籍した。しかし、湊川部屋所属時に八甲山から殴られて負傷したため、出羽海部屋へ再移籍した。大関時代は優勝こそ無いものの立派に大関を務め、向上心を失うことなく熱心に稽古に取り組む姿や温厚な性格、若手力士に対する厳しくも熱心な指導によって「相撲の神様」と呼ばれ（命名したのは山本照）、多くの力士から人望を集めた。あるとき飲みに行った際、当時付け人だった幕下時代の綾櫻由太郎と関取と付け人の役を代わって存分に飲ませ、奮起させたというエピソードがある。
しかし、相手力士の研究から小兵ゆえの弱点を突かれ、1929年以降は6勝5敗の成績が急増、1931年5月場所と同年10月場所では4勝7敗と負け越した。その直後、1932年1月6日に勃発した春秋園事件では盟主となって日本相撲協会を脱退、関西角力協会で土俵を務めたのち、1935年に引退した。引退後は大の里 萬助として取締や頭取を務めたが、1937年12月には関西角力協会の解散によって苦労から肋膜を患い入院、愛弟子の帰参を見届けてから、1938年1月22日に大連の赤十字病院で死去、45歳没。
大ノ里の訃報の翌日、出羽海部屋に大ノ里から最後の手紙が届いた。その手紙には、出羽海部屋に帰参した自分の愛弟子を死の床でも気遣い激励する内容で、愛弟子たちは全員が慟哭したという。1960年8月1日、故郷・青森県藤崎町の鹿島神社境内に記念碑の除幕式が行われた。
自身と共に若松部屋で初土俵を踏み、後に共に湊川部屋預かりとなった八甲山純司との不仲説が囁かれていた。当時の湊川部屋（師匠は元関脇・綾浪）の閉鎖に際して自身が出羽海部屋への移籍となったのに対して八甲山が高島部屋への移籍となった際にも不仲が理由と唱えられたほどである。
その後、「里」で終わる四股名は縁戚関係から二所ノ関一門に移り、横綱・隆の里、稀勢の里と続いた。稀勢の里の弟子の中村泰輝は日本体育大学を卒業後に二所ノ関部屋へ入門し、大の里の四股名で初土俵を踏み、「おおのさと」の四股名が復活した。

## 主な成績
- 通算成績：262勝160敗8分4預22休 勝率.621
- 幕内成績：217勝147敗6分4預22休 勝率.596
- 大関成績：145勝99敗20休 勝率.594
- 現役在位：50場所
- 幕内在位：37場所
- 大関在位：24場所
- 三役在位：5場所（関脇4場所、小結1場所）
- 優勝旗手：3回
- 金星：2個（鳳1個・源氏山1個）

### 場所別成績
| 1912年 （明治45年） | （前相撲）                | x              | （前相撲）           | x              |
| 1913年 （大正2年） | 東序ノ口20枚目 4–1        | x              | 東序二段60枚目 4–1   | x              |
| 1914年 （大正3年） | 東三段目69枚目 4–1        | x              | 東三段目28枚目 4–1   | x              |
| 1915年 （大正4年） | 西幕下55枚目 3–1 1分      | x              | 西幕下45枚目 4–0 1預 | x              |
| 1916年 （大正5年） | 東幕下16枚目 4–1          | x              | 東十両14枚目 5–0     | x              |
| 1917年 （大正6年） | 東十両4枚目 4–3           | x              | 東十両2枚目 3–3      | x              |
| 1918年 （大正7年） | 東十両4枚目 6–1           | x              | 東前頭15枚目 4–5 1分 | x              |
| 1919年 （大正8年） | 東前頭14枚目 8–1 1預 旗手 | x              | 東前頭5枚目 5–4–1    | x              |
| 1920年 （大正9年） | 東前頭4枚目 7–2 1分 ★     | x              | 西前頭筆頭 2–8       | x              |
| 1921年 （大正10年） | 西前頭6枚目 2–6 2預       | x              | 東前頭9枚目 7–2–1    | x              |
| 1922年 （大正11年） | 東小結 6–3 1分            | x              | 西関脇 5–3 2分       | x              |
| 1923年 （大正12年） | 東関脇 4–6                | x              | 西前頭筆頭 6–4 1預 ★ | x              |
| 1924年 （大正13年） | 西関脇 7–2 1分 旗手       | x              | 東関脇 9–2 旗手      | x              |
| 1925年 （大正14年） | 東大関 0–0–11             | x              | 西大関 4–3–4         | x              |
| 1926年 （大正15年） | 西大関 7–4                | x              | 東大関 8–3           | x              |
| 1927年 （昭和2年） | 西大関 6–5                | 西大関 9–2     | 西張出大関 6–5       | 東大関 8–3     |
| 1928年 （昭和3年） | 東張出大関 3–3–5          | 西張出大関 8–3 | 西張出大関 6–5       | 西張出大関 6–5 |
| 1929年 （昭和4年） | 東張出大関 6–5            | 東張出大関 6–5 | 東張出大関 6–5       | 東張出大関 7–4 |
| 1930年 （昭和5年） | 東大関 6–5                | 東大関 7–4     | 東大関 7–4           | 東大関 6–5     |
| 1931年 （昭和6年） | 西大関 6–5                | 西大関 7–4     | 東大関 4–7           | 東大関 4–7     |
| 1932年 （昭和7年） | 西張出大関 – 脱退         | x              | x                    | x              |
| 各欄の数字は、「勝ち-負け-休場」を示す。 優勝 引退 休場 十両 幕下 三賞：敢=敢闘賞、殊=殊勲賞、技=技能賞 その他：★=金星 番付階級：幕内 - 十両 - 幕下 - 三段目 - 序二段 - 序ノ口 幕内序列：横綱 - 大関 - 関脇 - 小結 - 前頭（「#数字」は各位内の序列） |                           |                |                      |                |

- 1919年5月の1休､1921年5月の1休はいずれも相手力士の休場によるもの｡